# Elacatinus horsti
Elacatinus horsti is een straalvinnige vissensoort uit de familie van grondels (Gobiidae). De wetenschappelijke naam van de soort is voor het eerst geldig gepubliceerd in 1922 door Metzelaar.